# قصه‌های من و بابام

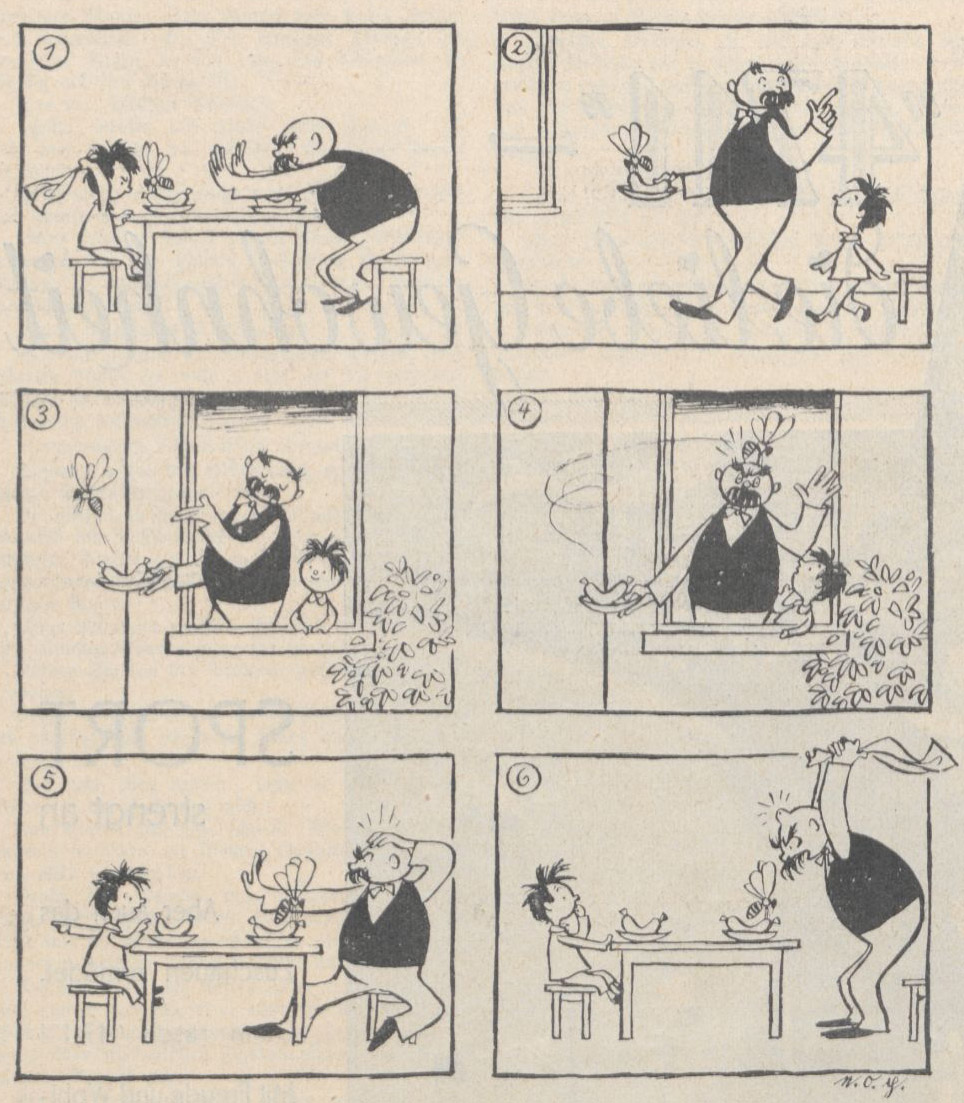
قسمتی از کتاب

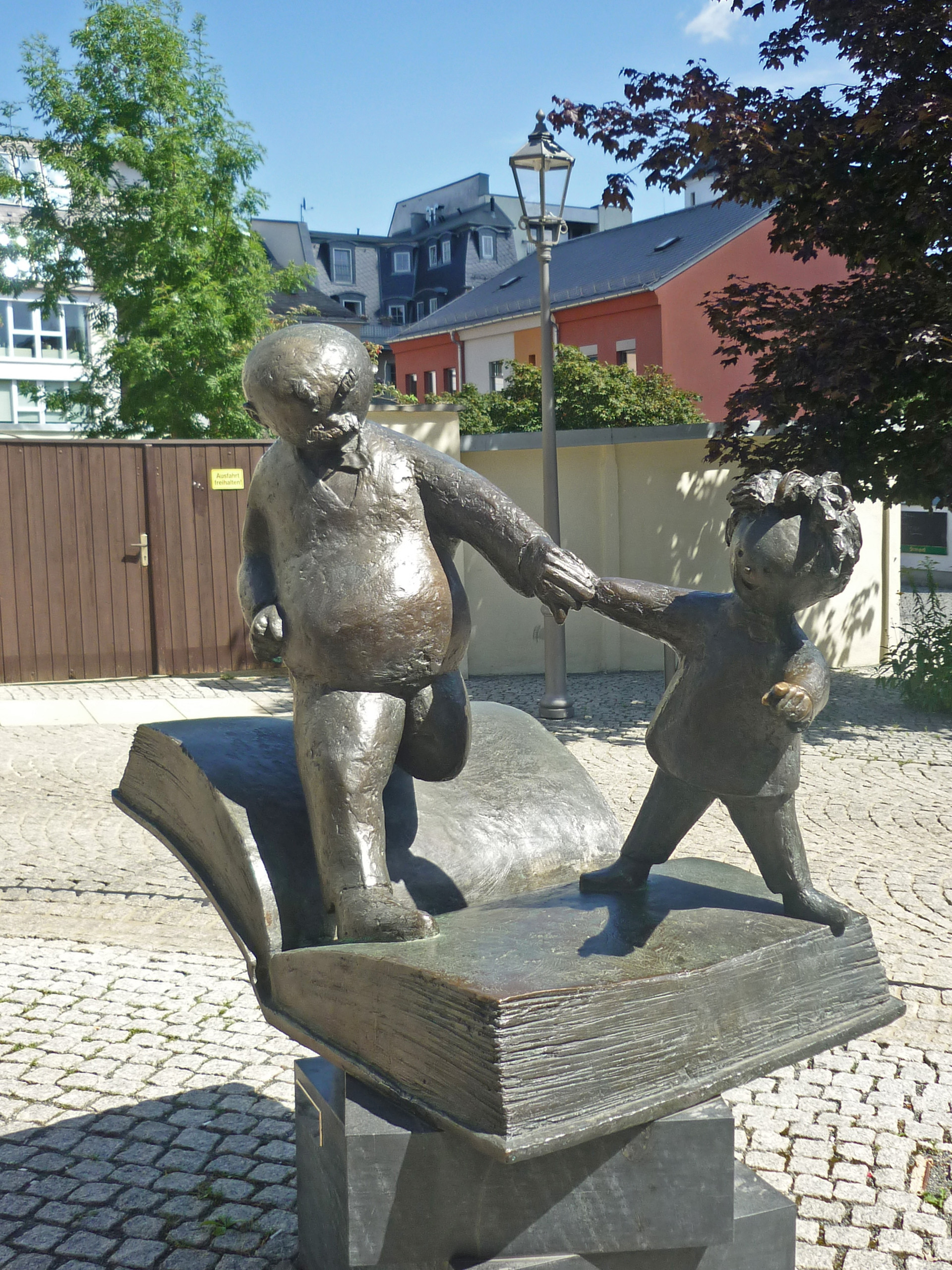
یادبود پدر و پسر مقابل خانهٔ اریش ازر

پدر و پسر (به آلمانی: Vater und Sohn) مجموعه قصه‌های مصور نوشتهٔ نویسندهٔ آلمانی اریش ازر با نام مستعار هنری آلیاس پلاوئن است. وی در سال ۱۹۰۳ در شهر پلاوئن به دنیا آمد و در ۱۹۴۴ در ۴۱ سالگی در برلین نازی درگذشت.
این کتاب بدون متن در ایران با عنوان قصه‌های من و بابام با متن به چاپ رسیده است.

## محتوا و ساختار
داستان‌ها معمولاً از سه تا نه تصویر بدون متن تشکیل شده‌اند که یک ماجراجویی در یک یا گاهی دو صفحه ادامه دارد. شخصیت‌های پدر و پسر ثابت هستند و سایر شخصیت‌ها به استثنای شخصیت‌های پدربزرگ و پدر پدربزرگ فقط یک بار ظاهر می‌شوند.

## در ایران
در ایران با عنوان قصه‌های من و بابام و با اضافه شدن متن توسط ایرج جهانشاهی (نسخه اصلی کتاب بدون متن می‌باشد و تنها تصویر است) از انتشارات فاطمی در سه جلد به چاپ رسیده است. کتاب قصه‌های من و بابام در سال ۱۳۷۷ به چاپ سیزدهم رسید. تعداد صفحات سه جلد کتاب حدود ۳۱۰ صفحه است. در چاپ‌های اولیه همانند نسخهٔ اصلی، کتاب سیاه و سفید بود اما در چاپ‌های جدید برخلاف نسخهٔ آلمانی تصویرها به صورت رنگی منتشر شد.